# 아네르스 바르달
아네르스 바르달(노르웨이어: Anders Bardal, 1982년 8월 24일 ~ )은 노르웨이의 은퇴한 스키점프 선수이다. 올림픽에서 동메달 2개를 획득했으며, 2012년 스키점프 월드컵 종합 우승을 차지했다. 2013년 세계 선수권 대회에서 노멀힐 개인전 금메달을 획득했다.